# Майский (Кабардино-Балкария)
Ма́йский — город в Кабардино-Балкарской Республике Российской Федерации. Административный центр Майского района и городского поселения Майский в его составе.

## География
Город расположен в центральной части Майского района, в междуречье рек Черек и Терек. Находится в 45 км к северо-востоку от города Нальчик и в 12 км к югу от города Прохладный.
Граничит с землями населённых пунктов: Котляревская на юге, Псыкод на юго-западе, Ново-Ивановское на западе, Октябрьское на северо-западе, Сарское на севере, Красноармейское и Джулат на востоке.
Город расположен на наклонной Кабардинской равнине, в равниной зоне республики. Средние высоты на территории города составляют 217 метров над уровнем моря. Рельеф местности представляет собой относительно ровные участки без резких колебаний относительных высот. К юго-востоку и к юго-западу от города тянутся маловысотные холмы, с развитой системой балок.
Гидрографическая сеть на территории города представлена реками Черек, Терек и Деменюк (протекающая через центр города). Также на территории города имеются много искусственных водоёмов (карьер). Местность богата подземными источниками и изобилует пресными водными ресурсами. Глубина залегания грунтовых вод на территории города составляют всего около 2-3 метров.
Расположен в зоне полузасушливого умеренного климата (Dfa согласно классификации климата Кёппена). Лето жаркое, и температуры в июле-августе часто поднимаются выше +35°С. Зима мягкая со средними температурами января около +1 °C…-3°С… Крайне редко бывают морозы ниже −15 °C, инфраструктура города на такие температуры не рассчитана. Среднегодовое количество осадков составляет около 600 мм. В период с апреля по июль идут сильные дожди с градом, в августе до территории города нередко доходят суховеи, дующие со стороны Прикаспийской низменности.

## История
В 1824 году в самом узком месте междуречья рек Черек (с запада) и Терек (с востока), было основано военное укрепление в виде маленького квадратного четырёхугольника с глубоким рвом, обнесенным частоколом. За оградой среди врытых в землю казарм выделялся небольшой домик для приезжих.
В 1829 году военному укреплению было присвоено статус «станица», а станице дано название — Пришибская.
В мае 1829 года, во время поездки в Тифлис в укреплении останавливался и ночевал А. С. Пушкин. Ныне в центре города у железной дороги стоит вековой дуб, названный в память об этом — Пушкинским.
В конце XIX века со строительством железнодорожной станции Котляревская, начался бурный рост и развитие станицы Пришибской. Сюда начали селиться переселенцы из центральных губерний Российской империи, переселявшихся на Северный Кавказ в поисках лучшей жизни.
В 1925 году на общем сходе жителей станицы Пришибской и железнодорожного посёлка Котляревский, было принято решение об объединении двух населённых пунктов. Объединённому населённому пункту было дано название — Майский. В 1925—1928 годах он был центром Казачьего округа Кабардино-Балкарской АО.
В 1938 году Майский получил статус посёлка городского типа и стал административным центром Майского района Кабардино-Балкарской АССР.
Во время Великой Отечественной войны посёлок около трёх месяцев был оккупирован немецкими войсками. Однако серьёзный урон хозяйству посёлка не был нанесён.
В 1965 году посёлок Майский получил статус города и преобразован в город районного подчинения КБАССР (ныне КБР).

## Население
| 1939    | 1959    | 1967    | 1970    | 1979    | 1989    | 1996    | 1998    | 2000    |
| ------- | ------- | ------- | ------- | ------- | ------- | ------- | ------- | ------- |
| 5945    | ↗12 387 | ↗17 000 | ↗18 623 | ↗21 768 | ↗24 533 | ↗25 300 | →25 300 | ↘25 100 |
| 2001    | 2002    | 2003    | 2005    | 2006    | 2007    | 2008    | 2009    | 2010    |
| ↘25 000 | ↗27 037 | ↘27 000 | ↗27 200 | ↗27 300 | ↘27 100 | ↗27 200 | ↗27 301 | ↘26 755 |
| 2011    | 2012    | 2013    | 2014    | 2015    | 2016    | 2017    | 2018    | 2019    |
| ↗26 800 | ↘26 757 | ↘26 558 | ↘26 493 | ↗26 683 | ↗26 831 | ↗27 055 | ↗27 074 | ↘26 945 |
| 2020    | 2021    | 2023    | 2024    | 2025    |         |         |         |         |
| ↘26 652 | ↘26 632 | ↘26 286 | ↘26 143 | ↗26 210 |         |         |         |         |

На 1 января 2025 года по численности населения город находился на 545-м месте из 1124 городов Российской Федерации.
Национальный состав
По данным Всероссийской переписи населения 2010 года:
| Народ      | Численность, чел. | Доля от всего населения, % |
| ---------- | ----------------- | -------------------------- |
| русские    | 18 736            | 70,0 %                     |
| турки      | 3 056             | 11,4 %                     |
| кабардинцы | 1 497             | 5,6 %                      |
| корейцы    | 891               | 3,3 %                      |
| цыгане     | 763               | 2,9 %                      |
| украинцы   | 325               | 1,2 %                      |
| другие     | 1 487             | 5,6 %                      |
| всего      | 26 755            | 100,0 %                    |

По итогам переписи населения 2020 года проживали следующие национальности (национальности менее 1 % и другое, см. в сноске к строке «Другие»):
| Национальность | Численность, чел. | Доля     |
| -------------- | ----------------- | -------- |
| Русские        | 16 539            | 62,10 %  |
| Турки          | 3994              | 15,00 %  |
| Кабардинцы     | 2253              | 8,46 %   |
| Цыгане         | 1398              | 5,25 %   |
| Корейцы        | 703               | 2,64 %   |
| Другие         | 1745              | 6,55 %   |
| Итого          | 26 632            | 100,00 % |

Поло-возрастной состав
По данным Всероссийской переписи населения 2010 года:
| Возраст     | Мужчины, чел. | Женщины, чел. | Общая численность, чел. | Доля от всего населения, % |
| ----------- | ------------- | ------------- | ----------------------- | -------------------------- |
| 0 — 14 лет  | 2 654         | 2 613         | 5 267                   | 19,7 %                     |
| 15 — 59 лет | 7 647         | 8 946         | 16 593                  | 62,0 %                     |
| от 60 лет   | 1 681         | 3 214         | 4 895                   | 18,3 %                     |
| Всего       | 11 982        | 14 773        | 26 755                  | 100,0 %                    |

Мужчины — 11 982 чел. (44,8 %). Женщины — 14 773 чел. (55,2 %).
Средний возраст населения — 38,3 лет. Медианный возраст населения — 38,0 лет.
Средний возраст мужчин — 35,8 лет. Медианный возраст мужчин — 35,3 лет.
Средний возраст женщин — 40,4 лет. Медианный возраст женщин — 40,4 лет.

## Органы местного самоуправления
Структуру органов местного самоуправления городского поселения составляют:
- Исполнительно-распорядительный орган — Местная администрация городского поселения Майский. Состоит из 13 человек.
  - Глава администрации городского поселения — Ишханова Анна Михайловна.
- Представительный орган — Совет местного самоуправления городского поселения Майский. Состоит из 15 депутатов, избираемых на 5 лет[31].
  - Председатель Совета местного самоуправления городского поселения — Чепурной Василий Андреевич.

Адрес администрации городского поселения Майский: город Майский, ул. Энгельса, 70.

## Образование
Среднее образование
- Гимназия № 1 — ул. Гагарина, 10/11.
- Средняя школа № 2 — ул. Кирова, 227.
- Средняя школа № 3 — ул. Трудовая 48.
- Средняя школа № 5 — ул. Горького, 116.
- Средняя школа № 10 — ул. Медведева, 10.
- Средняя школа № 14 — ул. Комарова, 13 «а».

Дошкольное образование
- Прогимназия № 13 — ул. Горького, 112.
- Начальная школа Детский сад «Радуга» — ул. Энгельса, 63.
- Начальная школа Детский сад № 2 — ул. Кирова, 53.
- Начальная школа Детский сад «Сказка» — ул. 9 мая, 2.
- Начальная школа Детский сад «Казачок» — ул. Калинина, 94.
- Начальная школа Детский сад «Берёзка» — ул. Комарова, 13.
- Начальная школа Детский сад «Улыбка» — ул. Энгельса 63/2.
- Начальная школа Детский сад «Ласточка» — ул. Ленина, 42.
- Начальная школа Детский сад «Ромашка» — ул. Чехова, 13.

Иные образовательные центры
- Центр детского творчества — ул. Октябрьская, 46.
- Детско-юношеская спортивная школа — ул. Свердлова, 64.

## Здравоохранение
- Майская районная больница — ул. Ленина, 10.
- Поликлиническое отделение — ул. Ленина, 7.
- Педиатрическое отделение — ул. Энгельса, 58.
- Майская стоматологическая поликлиника — ул. Ленина, 37.

## Культура
- Дом культуры «Россия» — ул. Ленина, 26.
- Дом культуры «Родина» — ул. Железнодорожная, 46.
- Городской дом культуры — ул. Калинина, 25.
- Историко-краеведческий музей Майского района — ул. Советская, 52.
- Городская библиотека — ул. Энгельса, 63.
- Типография «Майские новости».

## Русская православная церковь

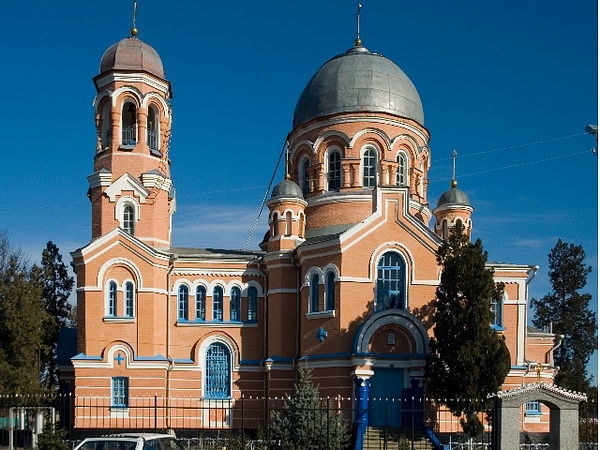
Храм архангела Михаила

- Храм святого Архангела Михаила — ул. Чкалова, 27 (открыт в 1850 году). Реконструирован в 1973 году[32].

## Экономика
Город развивался как индустриальный центр. Наиболее крупные предприятия, расположенные на его территории:
- ОАО «Севкаврентген»;
- Завод электронного машиностроения (прекратил существование);
- Завод железобетонных изделий;
- Рыбозавод (прекратил существование);
- Ликёро-водочный завод (в стадии ликвидации);
- Пивоваренный завод (прекратил существование)
- Деревообрабатывающий завод [ДОЗ] (прекратил существование);
- ООО «Майское хлебоприёмное предприятие».

## Транспорт
Узловая железнодорожная станция Котляревская Северо-Кавказской железной дороги в направлениях на Нальчик, Прохладную и Дарг-Кох.
Вдоль северной окраины города проходит автотрасса P288, связывающая города Нальчик и Прохладный. Вдоль восточной части города проходит автотрасса P290 связывающая города Прохладный и Терек.